# Levantamiento de Hamburgo
El Levantamiento de Hamburgo (en alemán: Hamburger Aufstand) fue una insurrección durante la República de Weimar en Alemania. Fue iniciado el 23 de octubre de 1923 por una de las secciones más militantes del Partido Comunista (KPD), el KP Wasserkante en el distrito de Hamburgo. Los rebeldes asaltaron 24 estaciones de policía, 17 en Hamburgo y siete en la provincia de Schleswig-Holstein en Prusia. Desde un punto de vista militar, el intento fue inútil y terminó en tres días. Sin el apoyo del resto de Alemania y la Unión Soviética, la insurgencia comunista se desintegró. Unas 100 personas murieron durante el levantamiento. Los detalles exactos de la rebelión, así como la evaluación de su impacto, son controvertidos hasta el día de hoy.

## Antecedentes
Entre 1919 y 1923, la República de Weimar estuvo en crisis y hubo muchos conflictos violentos entre elementos de izquierda y derecha. La situación económica de la población se estaba deteriorando rápidamente y para el otoño de 1923 la hiperinflación estaba en su apogeo, lo que trajo ganancias en popularidad al Partido Comunista. La ocupación de la región del Ruhr radicalizó aún más las disputas políticas. En agosto de 1923, hubo una ola de huelgas en todo el país contra el Reichskanzler Wilhelm Cuno. A finales de septiembre, el gobierno declaró un estado de emergencia. El 1 de octubre, el Reichswehr negro intentó el Küstrin-Putsch. Dos semanas después, el 13 de octubre, el Reichstag adoptó un acto habilitador que debía facilitar una dictadura de jure del canciller Gustav Stresemann. Una manifestación de varios miles de desempleados irrumpió en la "zona prohibida" alrededor del ayuntamiento, una acción que, durante este período, arriesgó la muerte a manos de la policía y los paramilitares de derecha. En Sajonia y Turingia, se formaron gobiernos de coalición que incluían al KPD, que vio esto como una oportunidad para hacerse cargo. 
Dentro del movimiento comunista internacional, se discutió un intento de rebelión armada en Alemania. León Trotski y otros miembros influyentes del Buró Político Soviético y el Comintern propusieron la idea, pero Heinrich Brandler, jefe del KPD, sintió que era prematuro. Los motivos exactos del pequeño grupo de Hamburgo liderado por Hugo Urbahns y Hans Kippenberger, quienes planearon el levantamiento, siguen siendo desconocidos. 

## El levantamiento
A finales del 22 de octubre de 1923, el líder militar del KP Wasserkante recibió órdenes a través del liderazgo del partido regional para comenzar la rebelión. Solo 1.300 tomaron parte activa en la rebelión desde el principio, aunque el KPD de Hamburgo contaba con unos 14.000 miembros. No más de 5.000 trabajadores habían participado al final de la misma. El 23 de octubre a las 5:00 a. m., asaltaron 26 recintos policiales y tomaron las armas de 17 de ellos.
También hubo actividad en Altona y el distrito urbano de Stormarn, donde las estaciones de policía en Schiffbek y Bramfeld fueron atacadas y se tomaron las armas. En Bad Oldesloe, Ahrensburg y Rahlstedt, las vías del tren y las calles estaban bloqueadas. En la ciudad de Bargteheide, los insurgentes arrestaron a los líderes del gobierno local y proclamaron la "República Soviética de Stormarn". En Schiffbek, donde el KPD tenía apoyo, se colocaron pancartas para calmar a los residentes e instar a apoyar el levantamiento, declarando "¡Viva la Alemania soviética! ¡Viva la Federación de Estados Soviéticos del mundo! ¡Viva la revolución mundial!" 
La mayor parte del levantamiento se sofocó en unas pocas horas. En Schiffbek, duró hasta el mediodía. Solo en Barmbek, donde el KPD había recibido alrededor del 20% de los votos en las elecciones anteriores, los insurgentes fueron apoyados por los residentes, quienes los ayudaron a construir barricadas y les trajeron comida. Los rebeldes pudieron mantener su posición durante todo el día, a pesar del continuo intercambio de disparos. Por la noche, sin embargo, convencidos de la desesperanza de su situación, se escabulleron. Al día siguiente, la policía lanzó una gran ofensiva contra las barricadas vacías.

## Consecuencias
El levantamiento se cobró la vida de 17 policías, 21 rebeldes y 61 transeúntes inocentes. 69 policías resultaron heridos, junto con 175 rebeldes. Hubo 1.400 personas arrestadas, con 443 juzgadas en un tribunal especial. Solo en Schiffbek, 191 personas fueron arrestadas y más tarde, en febrero de 1925, tuvieron que ser juzgadas en el Altona Landgericht debido a los disturbios en Schiffbeck, donde el KPD había obtenido el 32,4% de los votos en las elecciones de mayo de 1924. Este fue el mayor de los juicios contra los insurgentes del Levantamiento. 

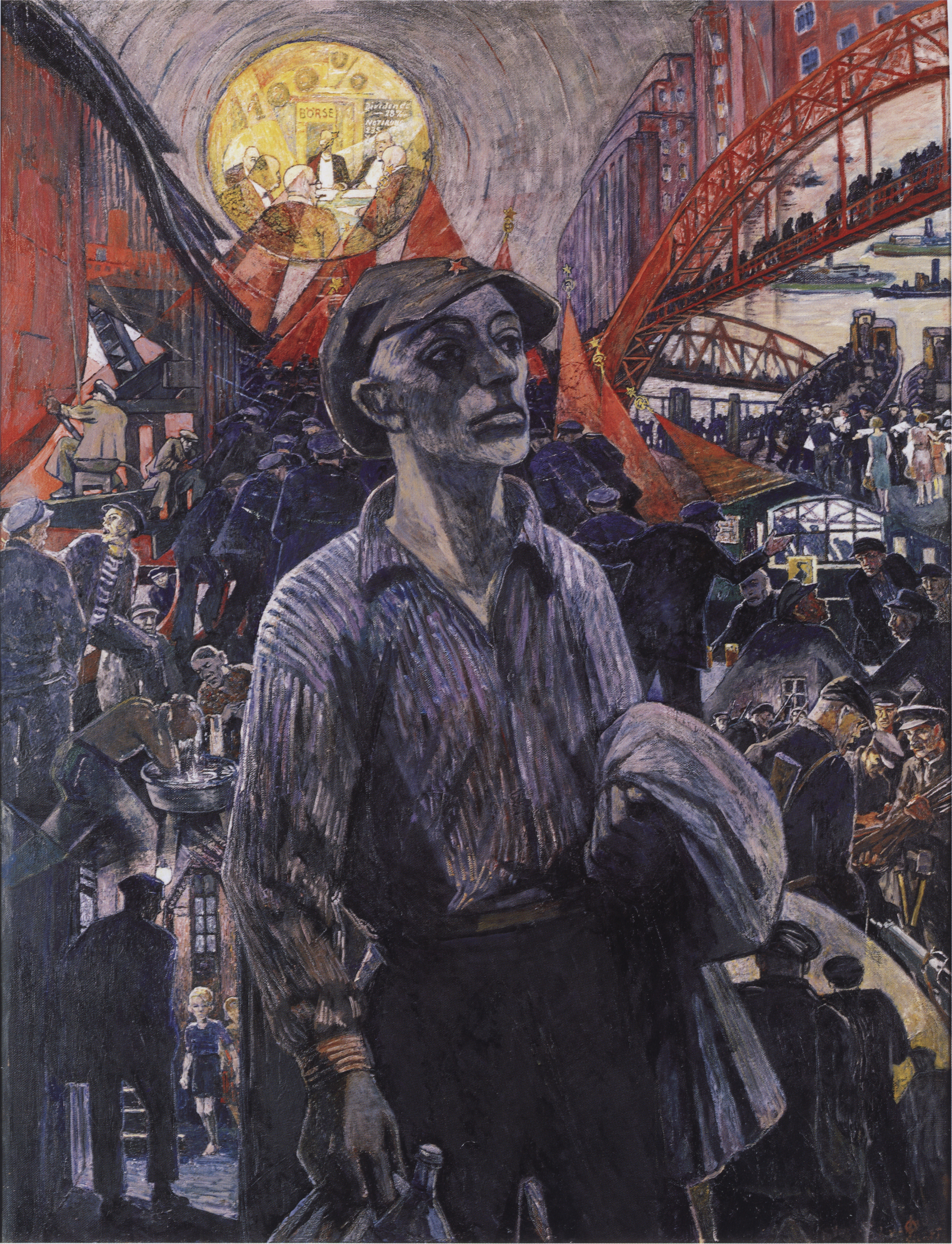
"Der hamburger werftarbeiter" (Trabajador del muelle de Hamburgo), 1928 pintura de Heinrich Vogeler.

El levantamiento contribuyó al deterioro de la relación entre los dos partidos políticos de la clase trabajadora. Después del levantamiento, el Partido Socialdemócrata de Alemania (SPD) se negó a trabajar con el KPD e incluso intensificó la represión del KPD al reforzar las posiciones del gobierno. El rechazo tanto de la República como del SPD fortaleció a los comunistas. Dentro del KPD, el Levantamiento se convirtió en una leyenda heroica sobre los pocos "valientes" rebeldes que se enfrentaron a una lucha desesperada. La derrota del Levantamiento se interpretó como la consecuencia de muy poca centralización y muy poca obediencia a las estructuras orientadas a los partidos y la evidencia de que deben incrementarse. 
Secciones de la clase media vieron en el levantamiento confirmados sus temores de una revolución bolchevique y se sintieron más atraídos por la política anticomunista. Como resultado, en las elecciones del Reichstag de Hamburgo de 1924, el Partido Popular Nacional de Alemania vio aumentar su participación en los votos del 12% a aproximadamente el 20%, aunque rápidamente volvió a caer al 12% en 1928.

## Películas
- Der Hamburger Aufstand Oktober 1923. Dokumentary, República Federal de Alemania, (1971) 41 Min., Escrito por Rainer Etz, Gisela Tuchtenhagen, Klaus Wildenhahn; Director: Klaus Wildenhahn. Producido por la Academia Alemana de Cine y Televisión de Berlín y NDR (Hamburgo).[7]
- Ernst Thälmann - Sohn cerquero Klasse . Drama, República Democrática Alemana (1954) Director: Kurt Maetzig.